# Keri Sable
Keri Sable (ur. 28 kwietnia 1986 w Buffalo) – amerykańska aktorka włoskiego pochodzenia występująca w filmach pornograficznych. Często występowała także jako Keri Sable, Kerri Sable, Carie Sable, Carrie Sable, Kerry Sable i Kery Sable.

## Życiorys

### Wczesne lata
Urodziła się w Buffalo w stanie Nowy Jork. Mieszkała również w Phoenix w Arizonie oraz w Chicago w stanie Illinois. W końcu przeniosła się do San Diego w stanie Kalifornia.

### Kariera
Karierę w przemyśle pornograficznym rozpoczęła na początku lata 2004 roku, w wieku 18 lat od występu w filmie First Offense 5 z kanadyjskim aktorem i producentem Peterem Northem. W ciągu następnych miesięcy Keri nakręciła wiele scen dla różnych producentów Sin City, Smash Pictures, Diabolic Video, Digital Playground, Jules Jordan Video i Red Light District, głównie typu gonzo. Były to sceny seksu analnego, ass to mouth oraz seksu grupowego, w tym podwójnej penetracji.
W kwietniu 2005 podpisała ekskluzywny dwuletni kontrakt z wytwórnią filmów pornograficznych Wicked Pictures i wzięła udział w blisko stu produkcjach. w filmie Jules Jordan Video Cum Filled Asshole Overload 2 (2005) w reżyserii Erika Everharda wystąpiła w scenie gang bang z Johnem Strongiem, Jonem Dough, Erikiem Everhardem, Robertem Rosenbergiem i Steve’em Holmesem.
W grudniu 2005 zdecydowała się odejść z branży pornograficznej i zerwała kontrakt z wytwórnią, aby kontynuować studia uniwersyteckie na wschodnim wybrzeżu Stanów Zjednoczonych.

## Życie prywatne
W 2005 związała się z amerykańskim aktorem i reżyserem filmów porno Jonathanem Morganem.

## Nagrody i nominacje
| Rok  | Nagroda    | Kategoria                               | Film                     | Pozostali wykonawcy                                                                  | Rezultat  |
| ---- | ---------- | --------------------------------------- | ------------------------ | ------------------------------------------------------------------------------------ | --------- |
| 2004 | XRCO Award | Nowa gwiazdka                           | –                        | –                                                                                    | Nominacja |
| 2004 | XRCO Award | Kremowe sen                             | –                        | –                                                                                    | Nominacja |
| 2006 | AVN Award  | Najlepsza scena seksu analnego - film   | Eternity (2005)          | Randy Spears                                                                         | Nominacja |
| 2006 | AVN Award  | Najlepsza scena seksu grupowego – film  | Sold (2005)              | Jessica Drake i Brad Armstrong                                                       | Nominacja |
| 2006 | AVN Award  | Najlepsza nowa gwiazdka                 | –                        | –                                                                                    | Nominacja |
| 2006 | AVN Award  | Najlepsza scena seksu grupowego – wideo | Anal Expedition 6 (2005) | John Strong, Manuel Ferrara, Michael Stefano, Melissa Lauren, Sophia i Erik Everhard | Nominacja |
| 2007 | AVN Award  | Najlepsza aktorka drugoplanowa - wideo  | The Visitors (2006)      | –                                                                                    | Nominacja |